# Blow by Blow
Albums de Jeff Beck
Wired
(1976)
Singles
1. You Know What I Mean
Sortie : 1975
2. She's a Woman
Sortie : 1975
3. Cause We've Ended as Lovers
Sortie : 1975

Blow by Blow est le second album solo, paru sous son nom, du guitariste britannique Jeff Beck. Il est sorti le 29 mars 1975 sur le label Epic et a été produit par George Martin.

## Historique
Enregistré en octobre 1974 dans les studios AIR de Londres, cet album est entièrement instrumental mélangeant du rock avec du jazz fusion et du jazz rock. Il comporte notamment une reprise d'un titre des Beatles, She's a Woman et deux titres composés par Stevie Wonder,  'Cause We've Ended as Lovers que  ce dernier avait écrit pour Syreeta Wright et Thelonius, un titre qui n'avait jamais été enregistré. 
Stevie Wonder joue du clavinet sur ce dernier titre.
Cet album eut un immense succès aux États-Unis où il se classa à la 4e place place du Billboard 200 et fut certifié disque d'or en octobre 1975 et disque de platine en novembre 1986. Il se classa également à la 3e place des charts canadiens et fut récompensé d'un disque d'or au Canada.

## Liste des titres
Face 1
1. You Know What I Mean (Jeff Beck, Max Middleton) – 4:05
2. She's a Woman (John Lennon, Paul McCartney) – 4:31
3. Constipated Duck (Beck) – 2:48
4. Air Blower (Beck, Middleton, Phil Chen, Richard Bailey) – 3:26
5. Scatterbrain (Beck, Middleton) – 7:21

Face 2
1. Cause We've Ended as Lovers (Stevie Wonder) – 5:42
2. Thelonius (Wonder) – 3:16
3. Freeway Jam (Middleton) – 4:58
4. Diamond Dust (Bernie Holland) – 8:26

## Musiciens
- Jeff Beck : guitare
- Max Middleton (en) : claviers
- Phil Chen : basse
- Richard Bailey : batterie, percussions
- Stevie Wonder : clavinet sur Thelonius (non crédité)

## Charts et certification
| Pays             | Durée du classement | Meilleur classement |
| ---------------- | ------------------- | ------------------- |
| Canada           | 23 semaines         | 3e                  |
| États-Unis       | 25 semaines         | 4e                  |
| Nouvelle-Zélande | 1 semaine           | 38e                 |

| Pays       | Certification | Ventes      | Date       |
| ---------- | ------------- | ----------- | ---------- |
| Canada     | Or            | 50 000 +    | 01/11/1976 |
| États-Unis | Platine       | 1 000 000 + | 21/11/1986 |